# Althoff Hotels

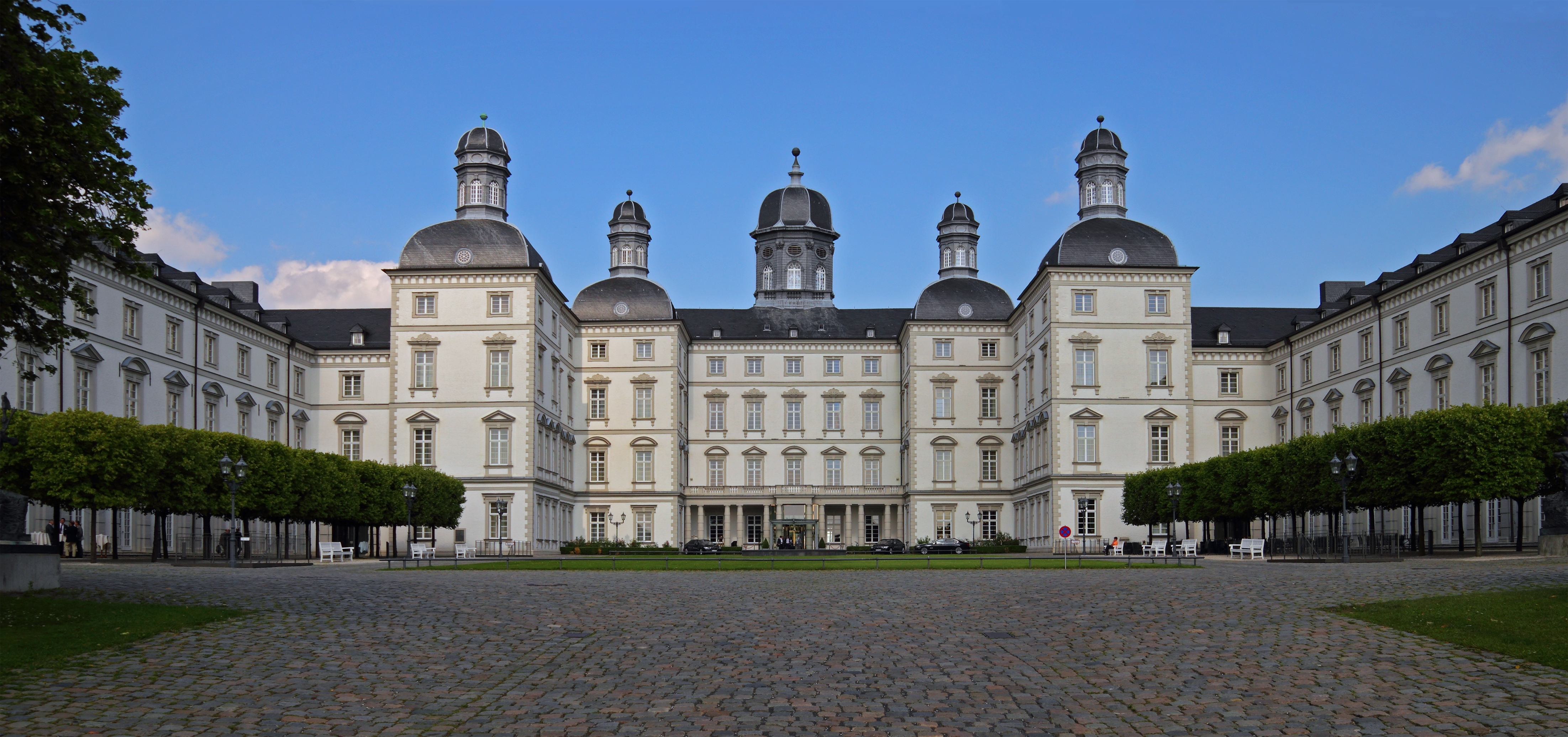
Schloss Bensberg

Die Althoff Hotels (Althoff Beratungs- und Betreuungsgesellschaft mbH) sind eine deutsche Hotelkette mit 18 Hotels in Deutschland, Schweiz, Frankreich und England. Der Firmensitz ist in Köln.
Weitere Marken der Althoff Hotels sind die Ameron Hotels und Urban Loft.

## Geschichte
1984 gründete der deutsche Unternehmer und Hotelier Thomas H. Althoff mit seiner Frau Elke Diefenbach-Althoff das Hotel Regent International in Köln. 1988 wurden daraus die Privathotels der heutigen Althoff Collection. Zu dieser gehören internationale 5-Sterne-Hotels wie das Londoner Hotel St. James’s Hotel & Club und das Hotel Villa Belrose in Gassin in der Nähe von Saint-Tropez.
In Deutschland gehören das Grandhotel Schloss Bensberg in Bergisch Gladbach, das Seehotel Überfahrt am Tegernsee und das Hotel Fürstenhof in Celle zum Unternehmen. Bis zu seiner Schließung 2015 wurde das Hotel Schloss Lerbach in Bergisch Gladbach von Althoff Hotels betrieben, wie auch das Hotel am Schlossgarten in Stuttgart bis zu dessen Schließung 2022.
Nach vollständiger Renovierung wird voraussichtlich im Sommer 2025 das ehemalige Luxushotel Villa Kennedy in Frankfurt am Main unter den neuen Namen The Florentin Teil der Althoff Collection.
2025/2026 wird mit dem Dom-Hotel in Köln ein weiteres Grand Hotel von Althoff Hotels in Deutschland eröffnet.
Insgesamt sechs Häuser der Althoffgruppe gehören 2024 zum Hotelverbund The Leading Hotels of the World (LHW).
Zu den Althoff Hotels gehören heute drei Marken mit 18 Hotels und über 2.000 Zimmern in vier Ländern.

## Marken
- Althoff Collection, Fünf-Sterne-Hotels
- Ameron Collection, Vier-Sterne-Themenhotels
- Urban Loft

## Ameron Collection

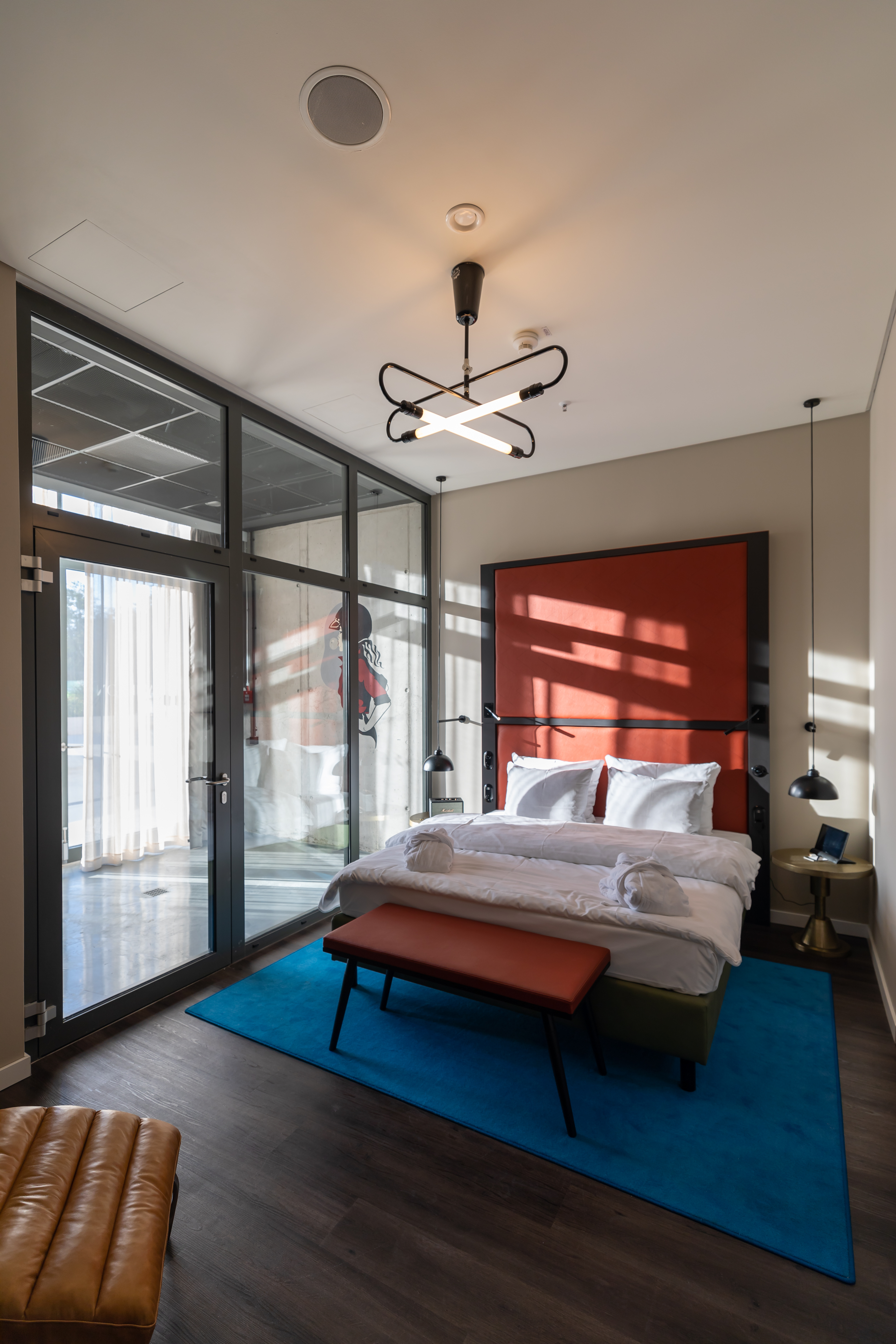
Bike Studio im Ameron Motorworld München

Die 4-Sterne-Hotels der 2009 gegründeten Ameron Collection gibt es heute in Hamburg, Berlin, Köln, Bonn, Frankfurt am Main, München, Schwangau sowie in Luzern, Davos und Zürich.

## Urban Loft
Die junge Lifestyle-Marke Urban Loft, die seit 2020 an zwei Standorten; Köln und Berlin vertreten ist, bietet einen Mix aus Kunst, Kultur und Kulinarik.